# Dareizé
Dareizé foi uma comuna francesa na região administrativa de Auvérnia-Ródano-Alpes, no departamento de Ródano. Estendia-se por uma área de 6,71 km². Em 2010 a comuna tinha 449 habitantes (densidade: 66,9 hab./km²).
Em 1 de janeiro de 2019, passou a formar parte da nova comuna de Vindry-sur-Turdine.